# Ermedàs (Palafrugell)

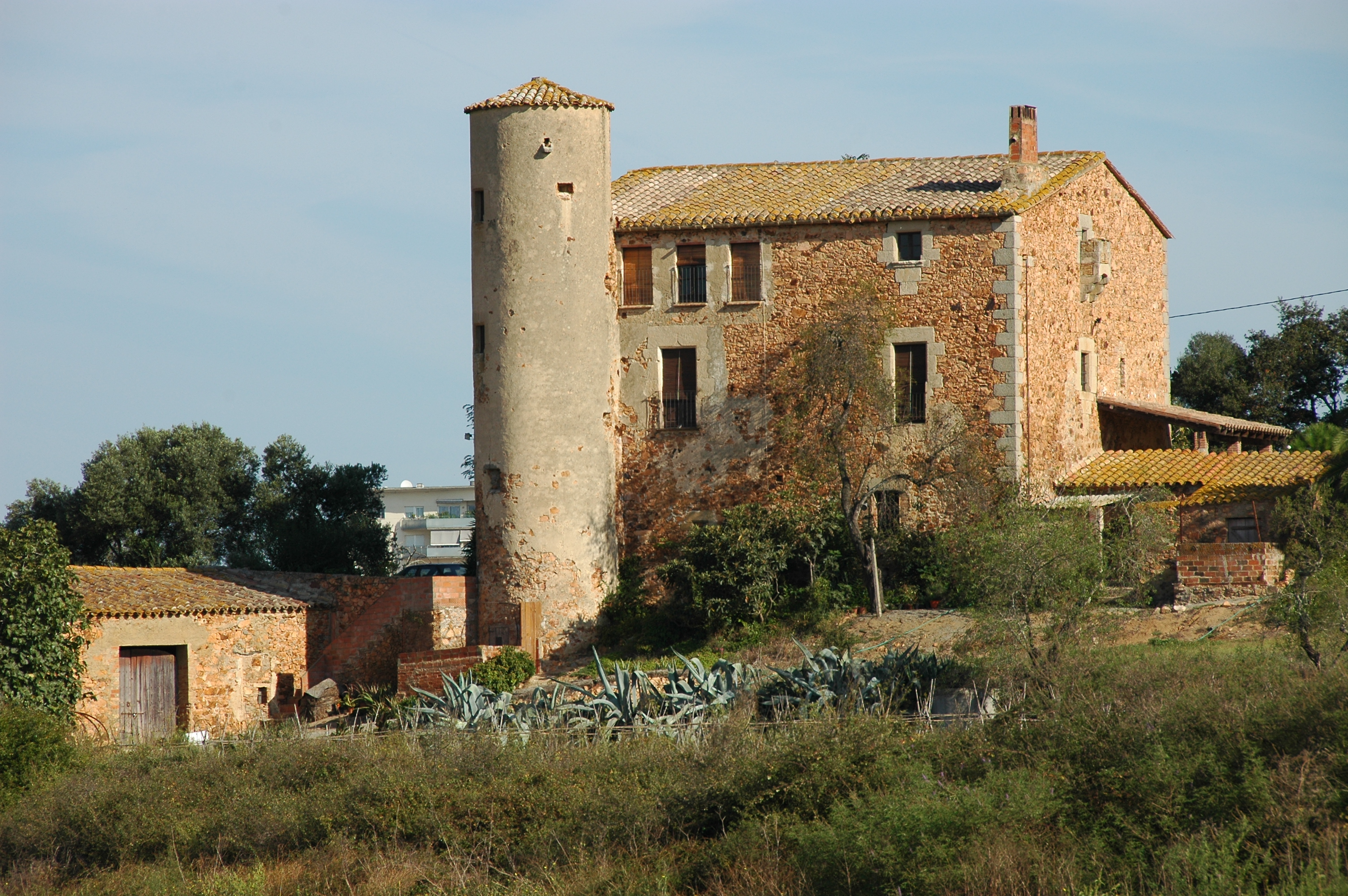
Torre Roja

Ermedàs és una petita i antiga població situada al sud del municipi de Palafrugell. El 2009 tenia 46 habitants distribuïts pels masos i cases del seu voltant. Hi destaca l'església de Sant Ramon d'Ermedàs.
Ermedàs fou essencialment agrícola, amb antigues masies que eren al mateix temps cases de labor i fortaleses defensives contra els atacs dels pirates, exemplars rurals d'arquitectura pràctica civil i militar, entre les quals destaquen Torre Roja, el Mas Fina, el Mas Petit d'en Caixa i el Mas Sureda, tots ells presidits amb torres de defensa.

## Geografia
La plana d'Ermedàs se situa al sud del nucli urbà de Palafrugell i s'estén des del Puig de ses Forques, al nord, fins al puig de Gallifa i el puig del Rodonell, al sud. El paisatge es caracteritza per l'alternança entre les zones boscoses i els masos, sobre els turons i les petites elevacions formades per nuclis de roques metamòrfiques, i els camps d'ambient agrícola als plans. La presència arbòria d'àmbit forestal correspon al tipus de bosc mediterrani compost d'alzines i suredes. Els plans centrals denoten l'antiga presència de zones d'inundació estacional, a voltes amb una permanència més o menys prolongada d'estanyols que van ser proveïts d'un sistema drenant per escorrentius.

## Història
L'origen d'Ermedàs podria provenir de la ciutat grega de Cypsela (en català literalment, la inclinada), que estava situada en la que avui és platja de Llafranc, als peus del promontori Celebanticum. La ciutat romana es trobava edificada sobre les ruïnes de l'emplaçament hel·lènic, i aquesta fou gradualment desapareixent en internar-se els seus pobladors cap a l'interior de la costa cercant emplaçaments més fèrtils i protegits. En abandonar la ciutat romana, un grup s'establiren a Vilarnau, un altre grup de cases s'establí en el que avui és Ermedàs i d'altres ho farien a la capçalera de la conca de l'Aubi.
Es té constància, per la donació d'esponsàlia que feu l'any 1190 Berenguer de Sureda a la seva muller Guillema, de la meitat d'un mas on habitava i les terres que li corresponien, situades prop de Ermetanos.
Durant el segle xviii el veïnat d'Ermedàs va viure diversos episodis d'enfrontament amb pirates i corsaris. Al pla d'Ermedàs i no gaire lluny de la riera Aubi es van descobrir, la tardor de 1884, un camp d'urnes cineràries que indicaven l'existència d'un lloc d'enterraments d'època romana. Amb les urnes van aparèixer fragments de ferro rovellats que s'identificaren amb les restes d'armes pròpies de temps molt reculats.